# Painamá
Painamá es un disco de Pedro Altamiranda, sacado a la venta en 2003. Las canciones que contiene son:

## Listado de canciones
1. Painamá - 5:02
2. El Buhunero 2003 - 5:40
3. Ratata Tata Tata (Die Ratten) - 8:12
4. La Epidemia - 6:29
5. Sambargüenzas - 6:55
6. En La Ahuevazón Está El Peligro - 3:58
7. Los Legisladrones O Relevo Generacional - 4:16
8. La Doña - 4:21
9. Homenaje A Mi Pueblo - 5:23

- Datos: Q6057292